# Frank Klawonn
Frank Klawonn, född den 22 mars 1966 i Schwedt i Tyskland, är en östtysk roddare.
Han tog OS-guld i fyra med styrman i samband med de olympiska roddtävlingarna 1988 i Seoul.